# Syzygium kietanum
Syzygium kietanum là một loài thực vật có hoa trong Họ Đào kim nương. Loài này được Rech. miêu tả khoa học đầu tiên năm 1912.